# ريان العامر
ريان عبد الرحمن العامر لاعب كرة قدم سعودي ، يلعب في نادي الشرق.
لعب سابقاً في نادي الشعلة ونادي السد .